# Лаврентьєвка (Топчихинський район)
Лавре́нтьєвка (рос. Лаврентьевка) — село у складі Топчихинського району Алтайського краю, Росія. Входить до складу Макар'євської сільської ради.

## Населення
Населення — 59 осіб (2010; 173 у 2002).
Національний склад (станом на 2002 рік):
- росіяни — 99 %